# Estadi Comunal d'Andorra la Vella
Estadi Comunal d'Andorra la Vella je víceúčelový sportovní stadion ve městě Andorra la Vella v Andoře, na němž hraje některé své domácí zápasy andorrská fotbalová reprezentace. Stadion má kapacitu 1 249 míst. Obsahuje mj. i atletickou dráhu.
Společně s druhým stadionem Estadi Comunal d'Aixovall hostí všechny zápasy dvou andorrských nejvyšších fotbalových soutěží: Primera Divisió a Segona Divisió.